# Liste der denkmalgeschützten Objekte in Oberdorf im Burgenland
Die Liste der denkmalgeschützten Objekte in Oberdorf im Burgenland enthält die denkmalgeschützten, unbeweglichen Objekte der Gemeinde Oberdorf im Burgenland.

## Denkmäler
| Foto |                 | Denkmal                                                    | Standort                                    | Beschreibung                                                               | Metadaten |
| ---- | --------------- | ---------------------------------------------------------- | ------------------------------------------- | -------------------------------------------------------------------------- | --- |
| ja   | Datei hochladen | Ehem. Bauernhof HERIS-ID: 12151 Objekt-ID: 8286            | Untere Hauptstraße 27 Standort KG: Oberdorf |                                                                            | BDA-Hist.: Q38123148 Status: Bescheid Stand der BDA-Liste: 2025-06-30 Name: Ehem. Bauernhof GstNr.: 8                                             |
| ja   | Datei hochladen | Kath. Pfarrkirche hl. Anna HERIS-ID: 12150 Objekt-ID: 8285 | Standort KG: Oberdorf                       | Die Kirche wurde 1869 am Sauberg erbaut, zwischen 1961 und 1968 renoviert. | BDA-Hist.: Q23796182 Status: § 2a Stand der BDA-Liste: 2025-06-30 Name: Kath. Pfarrkirche hl. Anna GstNr.: 967 Pfarrkirche Oberdorf im Burgenland |